# 倫氏孔唇鰻鯰
倫氏孔唇鰻鯰，為輻鰭魚綱鯰形目鰻鯰科的其中一種，分布於澳洲的淡水水域，體長可達20公分，生活在流動緩慢、沙石底質的溪流、水塘，為底棲性魚類，屬肉食性，以軟體動物等為食。

## 擴展閱讀
維基物種上的相關：倫氏孔唇鰻鯰